# 浑善达克沙地

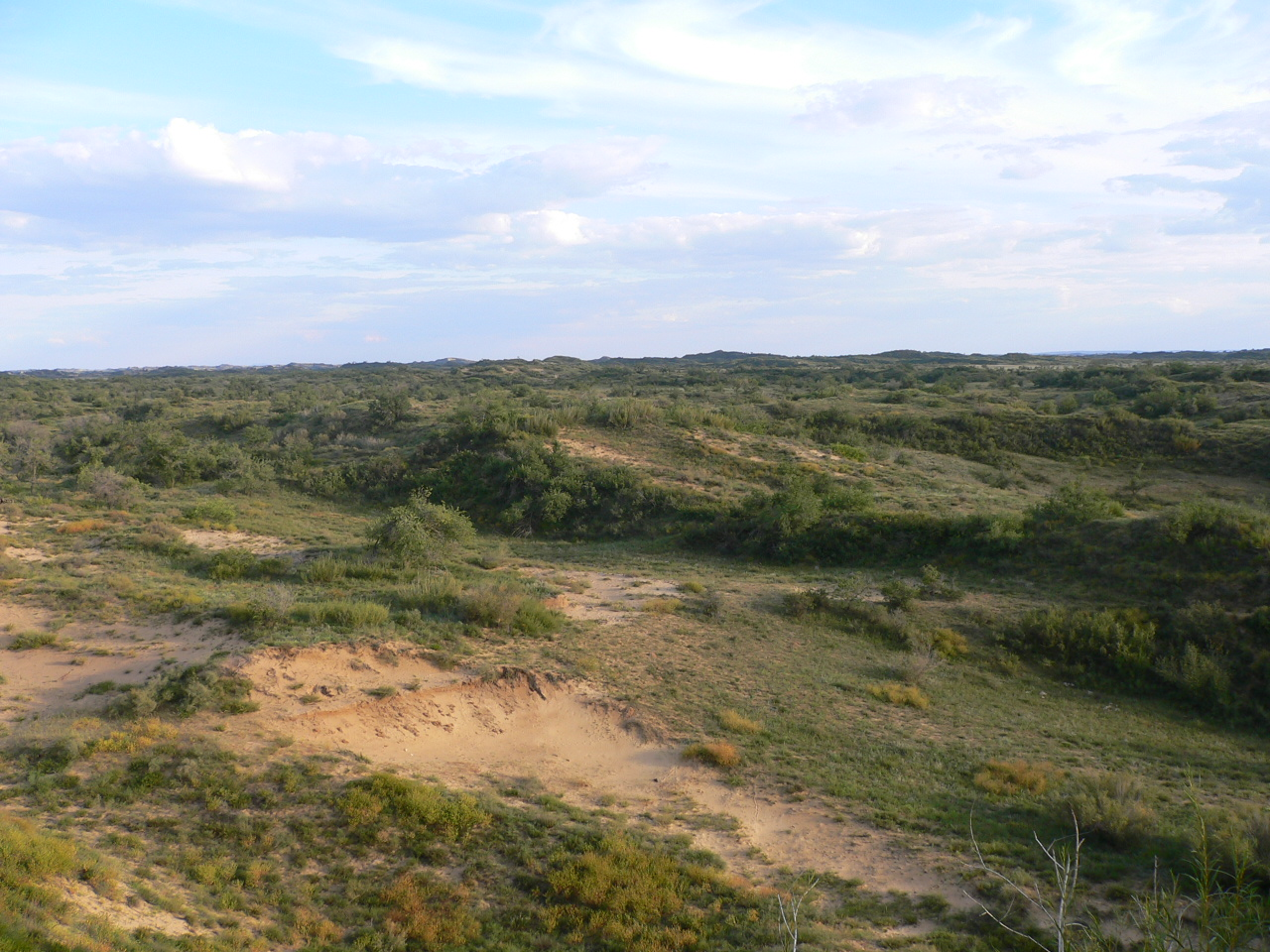
浑善达克沙地在克什克腾旗境内的部分

浑善达克沙地，位于中国内蒙古自治区中部锡林郭勒草原南端，分布在锡林郭勒盟9个旗县市和赤峰市克什克腾旗，总面积5766万亩。“浑善达克”系蒙古语“温沁达嘎”之讹传，意为“孤驹”。相传成吉思汗征战经此沙地时，乘马为其最心爱的二岁马驹，故名。浑善达克沙地距北京直线距离180千米，是离北京最近的沙源。浑善达克沙地面积大约2.38万平方公里，平均海拔1100多公尺，与科尔沁、毛乌素、呼伦贝尔沙地构成中国四大沙地。

## 历史
20世纪50年代，中国大跃进时期及之后，浑善达克沙地区域曾遭两次大规模开垦。生态环境急剧恶化，浮尘、扬沙和沙尘暴天气频发，成为了直接影响北京、河北的风沙源。当时流传了顺口溜：猪上房、羊跳墙、小孩坐在房檐上，地不打粮、沙子埋房。
2000年，为改善北京、天津的大气质量，中国紧急启动京津风沙源治理工程。
2020年9月最新数据，浑善达克沙地内森林面积1346万亩，森林覆被率23.35%；草原面积5358万亩，草原平均植被覆盖度41%。浑善达克沙地南缘基本形成了长420公里、宽1至10公里的防护体系。